# دمیترو کیرپولیانسکی
دیمیترو کوستیانتینوویچ کرپولیانسکی (اوکراینی: Дмитро Костянтинович Кірпулянський؛ زادهٔ ۲ ژوئن ۱۹۸۵ در ماکیئیفکا) ورزشکار پنج‌گانه مدرن اهل اوکراین است. 
او همچنین مدال برنز انفرادی را در مسابقات قهرمانی جهانی پنج گانه مدرن در لندن در سال 2009 به دست آورد.

## جایگاه و حرفه
کروپوولیانسکی بهترین نتایج خود را به دست آورد و به طور مداوم برای مسابقات مردان در المپیک بازی کرد، زمانی که در سال ۲۰۰۸ نهم شد.
با این حال، در بازی‌های المپیک تابستانی ۲۰۱۲ لندن، پس از اینکه اسبش نزدیک بود او را بیندازد، اسبش را زد و سپس در حین مسابقه از روی او افتاد.به دنبال سقوط ناگهانی و تلاش ناموفق خود برای به پایان رساندن مسابقه سوارکاری، کروپوولیانسکی به رتبه سی و پنجم جدول رده بندی کلی سقوط کرد.
کروپوولیانسکی با مدرک پزشکی در دانشگاه ملی پزشکی دونتسک به عنوان پزشک کار می کند. او عضو دینامو دونتسک است که در حال حاضر مربی کنستانتین است.